# Daïra d'Oued El Abtal
La daïra d'Oued El Abtal est une circonscription administrative algérienne située dans la wilaya de Mascara. Son chef-lieu est situé sur la commune éponyme d'Oued El Abtal.

## Communes
La daïra regroupe les trois communes d'Oued El Abtal, Aïn Ferah et Sidi Abdeldjebar.